# Diana Goestilina
Diana Vladimirovna Goestilina (Russisch: Диа́на Влади́мировна Густи́лина) (Vladivostok, 21 april 1974) is een voormalige Russisch basketbalspeelster die uitkwam voor het nationale team van Rusland. Ze kreeg de onderscheiding Meester in de sport van Rusland in 2003 en de Medaille voor het dienen van het Moederland in 2002.

## Carrière
Goestilina begon haar prof carrière bij Sjelen Krasnojarsk in 1994. In 1998 stapte ze over naar Oeralmasj-UMMC. Met die club won Goestilina twee keer het Landskampioenschap van Rusland in 2002 en 2003. Ook werd ze Bekerwinnaar van Rusland in 2005. Ook won Goestilina de EuroLeague Women. Ze wonnen van USV Olympic uit Frankrijk met 82-80. In 2005 stopte ze met basketbal.
Met Rusland won ze brons in 2004 op de Olympische Spelen en won zilver op het Wereldkampioenschap in 2002. Ook won ze goud op het Europees Kampioenschap in 2003.

## Erelijst
- Landskampioen Rusland: 2
  - Winnaar: 2002, 2003
  - Tweede: 1999, 2000, 2001, 2004
  - Derde: 2005
- Bekerwinnaar Rusland: 1
  - Winnaar: 2005
  - Runner-up: 2004
- EuroLeague Women: 1
  - Winnaar: 2003
- Olympische Spelen:
  - Brons: 2004
- Wereldkampioenschap:
  - Zilver: 2002
- Europees Kampioenschap: 1
  - Goud: 2003